# 日本格闘競技連盟
日本格闘競技連盟（にほんかくとうきょうぎれんめい、英:Japan Martial Arts Games Association、略称:JMAGA〈ジャマガ〉）は、日本における各種格闘技の国内競技連盟が加盟する上部団体である。会長は、公益財団法人日本オリンピック委員会（JOC）副会長の福田富昭。

## 概要
財団法人日本レスリング協会（福田富昭会長）の下部団体である。傘下競技・団体は下記のとおりである。アマチュアも、プロも渾然一体となって含まれている。（レスリング以外は、）オリンピックやワールドゲームズなど各種国際競技会に参加するためのルートがなかった競技が多数を占める。これら競技のこうした大会への参加を、上部団体である日本レスリング協会を通じて行うための組織が当連盟である。日本レスリング協会は、日本体育協会とそこから分離した日本オリンピック委員会（JOC）の両方に加盟しており、当連盟参加者は、オリンピックやアジアオリンピック評議会（OCA）が関連する大会（アジア大会）に出場することができる。
会長を含む役員の多くは日本レスリング協会役員である。また当連盟の各競技の代表も、レスリング出身であった者が多い。また、当連盟役員間で、もともと、別の役員の団体に役員として就任する、すなわち、役員職の回しあいをしているというケースも多い（福田会長がドンキホーテの監査役に就いているなど）。

## 参加する大会
オリンピックの関連大会である。夏季オリンピックのほかに、1924年以降冬季オリンピックが開催されており、2010年からはユースオリンピックが開催されることが決定している。国際オリンピック委員会 (IOC) は、さらに、5つの大陸の民族の伝統的な格闘技だけを集めた世界大会を構想している。それら競技は従来はオリンピックなどの埒外であり、大会に出場するための効率的な組織化もされていなかった。
- 第1回アジアマーシャルアーツゲームズ（連盟発足前、2009年8月1日 - 8月9日、タイ・バンコク。後述する「スポーツアコード・コンバット・ゲームズ」のアジア版）
- 第3回アジアインドアゲームズ（2009年11月、ベトナム・ハノイ市）
- 第1回スポーツアコード・コンバット・ゲームズ（2010年8月～9月、中国・北京。スポーツアコード ＜のちのGAISF＞主催。ワールドゲームズの格闘技版）

## 沿革
- 2009年10月20日、東京明治記念館にて設立

## 趣旨
（日本）国内における格闘競技の団体との繋がりを強化し、それぞれの団体が協力しながら普及・発展・強化し、競技人口の増大を計り、ひいては他国に対して影響力とイニシアチブを持ち、世界をリードする団体に成長し、世界の平和に寄与すること。

## 役員・参加競技・団体
| 大別                 | 競技名               | 解説 | 当連盟への所属団体                          | 団体webサイト | 当該団体会長名                                      | 会長の他役職 | 現役時戦績 | 当連盟での役職           | 当該団体のその他の役員で、当連盟で役職に就く者                                             |
| -------------------- | -------------------- | --- | ------------------------------------------- | ------------- | --------------------------------------------------- | --- | --- | ------------------------ | ------------------------------------------------------------------------------------------ |
| レスリング派生競技   | レスリング           | | 財団法人日本レスリング協会 （JWF）          |               | 福田富昭                                            | 国際レスリング連盟（FILA）副会長、財団法人日本オリンピック委員会副会長、北京オリンピック日本選手団長、アテネオリンピック日本選手団総監督。実業家（ユー・エイチ・アイ システムズ社長、ドン・キホーテ監査役など） | フリースタイルのレスリング選手として、レスリング世界選手権・全日本レスリング選手権大会で優勝（共に1965年）                          | 会長                     | - 高田裕司が専務理事 - 富山英明・土方政和・増島篤・菅芳松が理事 - 安達哲夫・高橋恒雄が監事 |
| レスリング派生競技   | グラップリング       | 超過激な行為もルールで許される組み技競技 | 日本グラップリング委員会                    |               |                                                     | | |                          | 上部団体「世界パンクラチオン＆グラップリング委員会」の会長が福田富昭。鎌賀秀夫も役員       |
| レスリング派生競技   | kurash               | ユーラシア内陸部トルキスタンで伝承される組み技格闘技。ウズベキスタンでは国技に相当。似た名のキックボクシング興行とは無関係                                           | 日本クラッシュ協会                          |               | 今泉雄策                                            | 全国少年少女レスリング連盟（日本レスリング協会傘下団体）会長。日本レスリング協会副会長。財団法人スポーツ会館会長。修斗今泉堅太郎の父、サンボ今泉斉介の叔父                                                      | （フリースタイルのレスリング選手として、レスリング世界選手権優勝（1963年）、全日本レスリング選手権大会優勝3回（1960, 1961, 1963）） | 常務理事                 | 鎌賀秀夫専務理事が理事兼事務局長                                                           |
| レスリング派生競技   | コンバットレスリング | レスリングに関節技と絞め技を加えた競技。総合格闘技から打撃を除いた競技。                                                                                             | 日本コンバットレスリング連盟                |               | 木口宣昭                                            | 全国少年少女レスリング連盟（日本レスリング協会傘下団体）副会長。日本修斗協会副会長。日本レスリング協会総合格闘技委員会代表。                                                                                    | （グレコローマンのレスリング選手として、レスリング全米選手権、全日本学生レスリング選手権優勝）                                      | 理事                     | ルールディレクター塚本裕昭が理事                                                           |
| レスリング派生競技   | パンクラチオン       | 総合格闘技の一つ。古代ギリシアの同名競技にあやかって命名された | 日本パンクラチオン協会                      |               | 北出雅人                                            | 頂上会テアゲネス館長、日本O-SPORT連盟会長、FAOS東アジア連盟 副会長、日本ムエタイ協会選手強化委員長 | （K-1モンスターチャレンジ'99準優勝、プロボクシング全勝、国体デモンストレーション行事 武術優勝、他、極真など多数）                   | 理事                     |                                                                                            |
| レスリング派生競技   | ベルトレスリング     | ロシア・カザンで発達した投げ技主体の数百年の歴史を持つ民族格闘技を競技化したもの。数多くある良く似た民族格闘技をしている選手も出場し、近年、急速に発展してきている。 | 日本ベルトレスリング連盟                    |               | （不明）                                            | | |                          | 事務局長田中弘済が当連盟理事                                                               |
| レスリング派生競技   | SRC                  | PRIDEの後継興行の一つ。2008年旗揚げ | 日本総合格闘技協会                          |               | 福田富昭                                            | （前掲） | |                          |                                                                                            |
| レスリング派生競技   | SRC                  | PRIDEの後継興行の一つ。2008年旗揚げ | ワールドビクトリーロード                    |               | 向井徹（社長）                                      | | （選手ではない） | 理事                     |                                                                                            |
| 柔術・修斗           | 修斗                 | 打撃・組み技を組み合わせた総合格闘技。プロもアマチュアも盛ん | インターナショナル修斗コミッション          |               | 浦田昇（コミッショナー）                            | | （フリースタイルのレスリング選手。全日本学生レスリング選手権大会優勝2回（1961, 1962年））                                           | （当連盟の役員ではない） |                                                                                            |
| 柔術・修斗           | 修斗                 | 打撃・組み技を組み合わせた総合格闘技。プロもアマチュアも盛ん | 日本修斗協会                                |               | 中井祐樹                                            | パラエストラ代表 | 柔術黒帯（日本人として初）、修斗ウェルター級第3代王者。七帝柔道（北海道大学）                                                       | （当連盟の役員ではない） | - 協会常任理事（元会長）坂本一弘が常務理事 - 事務局長若林太郎が理事                        |
| 柔術・修斗           | ブラジリアン柔術     | 特殊なポジショニング技術が発達し、祖である柔道とは別競技となっている。プロもアマチュアも盛ん。                                                                       | 一般社団法人日本ブラジリアン柔術連盟        |               | 中井祐樹                                            | （前述） | |                          | - 理事兼事務局長浜島邦明が理事 - 元事務局長若林太郎（前掲）が理事                          |
| 柔術・修斗           | 柔術                 | ワールドゲームズの正式競技 | 全日本柔術競技連盟                          |               | 原田貞朋                                            | 国際糸東流空手道聖心会宗家、財団法人全日本空手道連盟学生連盟役員 | （大学時代より体育会で空手を実践）                                                                                                  | 理事                     |                                                                                            |
| 立ち技               | フルコンタクト空手   | 心身を錬磨し確固不抜の心技を極める。武の神髄を極め機に発し感に敏なる。質実剛健を似て克己の精神を涵養する。                                                           | 特定非営利活動法人全世界空手道連盟 新極真会 |               | 緑健児（代表理事）                                  | (株)緑インターナショナルコーポレーション 社長。(有)緑原砕石 社長 | 第5回全世界大会優勝。生前の総裁が最後に授与した世界王座                                                                             | （当連盟の役員ではない） |                                                                                            |
| 立ち技               | フルコンタクト空手   | 心身を錬磨し確固不抜の心技を極める。武の神髄を極め機に発し感に敏なる。質実剛健を似て克己の精神を涵養する。                                                           | 全日本空手審判機構（JKJO）                  |               | （後述）                                            | | |                          |                                                                                            |
| 立ち技               | ムエタイ             | タイの伝統武術 | 一般社団法人日本ムエタイ協会（WMF-J）       |               | 鴇稔之                                              | 世界ムエタイ連盟日本代表、新日本キックボクシング協会理事 | （キックボクシング（MA日本連盟）・日本バンタム級王者）                                                                              | 常務理事                 | 協会副会長猪股敢兒が理事                                                                   |
| 立ち技               | キックボクシング     | |                                             |               | 鴇稔之                                              | （同上） | |                          |                                                                                            |
| 立ち技               | キックボクシング     | |                                             | 山口元気      | クロスポイント吉祥寺会長、KGS（R.I.S.E.）代表取締役 | マーシャルアーツ日本キックボクシング連盟 日本王座二階級制覇 | 理事 |                          |                                                                                            |
| 立ち技               | シラット             | インドネシアの伝統武術 | 日本プンチャック・シラット協会              |               | 早田恭子                                            | 宗教法人日本ムスリム協会理事 | | 理事                     |                                                                                            |
| その他総合格闘技団体 | パンクラス           | プロ・アマチュアそれぞれに門戸を開く総合格闘技団体 | 株式会社パンクラス                          |               | 川村亮（社長）                                      | | ネオブラッドトーナメント優勝 | （当連盟の役員ではない） | 運営本部長坂本靖が理事                                                                     |
| その他総合格闘技団体 | ZST                  | リングスの後継興行 | ZST                                         |               | 上原譲（代表）                                      | | （選手ではない） | 理事                     |                                                                                            |
| スポンサー           | スポンサー           | スポンサー | スポンサー                                  | スポンサー    | 安田隆夫                                            | ドン・キホーテ会長・CEO。SRC・修斗などのプロ大会や日本レスリング協会、プロボクシング（内藤大助）の大口スポンサー                                                                                                | （選手ではない） | 副会長                   |                                                                                            |
| スポンサー           | スポンサー           | スポンサー | スポンサー                                  | スポンサー    | 太刀川恒夫                                          | 東京スポーツ新聞社会長。日本レスリング協会副会長。アマチュアレスリングの支援者。各種のプロレス興行を多く主催。児玉誉士夫秘書                                                                                    | （選手ではない） | 副会長                   |                                                                                            |
| スポンサー           | スポンサー           | スポンサー | スポンサー                                  | スポンサー    | 石﨑由則                                            | 産業廃棄物処理会社アイザック経営。アマチュアレスリングの支援者。 | | 副会長                   |                                                                                            |
| スポンサー           | スポンサー           | スポンサー | スポンサー                                  | スポンサー    | 浅井和子                                            | 弁護士。日本総合格闘技コミッション（SRC）委員。『民間大使ガーナへ行く』 ISBN 978-4286023540 | （選手ではない） | 監事                     |                                                                                            |

なお、前掲の第1回アジアマーシャルアーツゲームズ（2009年8月）の開催競技は次の通りであった。
- 柔道（当連盟とは無関係）
- テコンドー（当連盟とは無関係）
- 空手道
- ムエタイ
- キックボクシング（日本代表参加せず）
- Kurash（日本代表参加せず）
- 柔術（日本代表参加せず）
- 中国武術・功夫（日本代表参加せず）
- シラット（日本代表参加せず）

## この団体の意味
アマチュア団体（日本レスリング協会）がプロ団体を傘下に収めるという異例の事態である（珍しいことではあるが、こちらはサッカー協会などの例もあり、皆無ではない）。しかし福田会長をはじめとする協会幹部はPRIDEが存在していたころからこの構想を持っており、SRC（戦極）発足時には直接的に関与した。
この団体の意義として、前述のとおり、オリンピックなど国際大会に出るための窓口であるというほかに、国費（オリンピック選手強化費など）をもらうための窓口という一面も持っている。しかし、実際には同一のスポンサー（副会長安田が経営するドン・キホーテ）を共有する集団という面が強い。

### 全日本空手審判機構とは
全日本空手審判機構（JKJO）はフルコンタクト空手の大会での判定、審判の基準の統一を目標に2003年6月結成された。「機構」であり「組織」ではない。したがって「上下関係や利害関係は発生させない」のがコンセプトである。非常に数多くの団体・流派が参加しておりその中から知名度の高いと思われるものだけを選ぶと（順不同）
- 芦原会館 （創始者芦原英幸）
- 極真会館浜井派（総裁存命時の極真会館石川支部。浜井識安師範。浜井師範は増田章などを育てた名伯楽。（増田は当機構には参加していない））
- 芦原会館東京本部西山道場
- 極真会館安斎道場（総裁存命時の極真会館福島県南支部。遺族派→手塚グループ→極真会館安斎派。安斎友吉師範）
- 極真会館坂本道場（城南川崎支部廣重道場→極真会館松井派→超党派（全日本極真連合会）→独立→極真会館坂本派。坂本恵義師範）
- 空手道MAC
- 実戦武道空手武心塾（加藤丈博師範。城西→極真三和道場→独立、パンクラス、プロボクシング。UFCで活躍する五味隆典とは（前掲木口宣昭の）木口道場での後輩という関係を持つため、現在、空手の師匠として五味に空手を教えている）
- 空手塾（田前純三師範。正道会館→独立）

他にも有名な流派が多数参加しているが略す。機構は、機関誌『オス！カラテ！』を刊行している。2009年11月8日に機構としての全国大会「全日本空手道選手権大会」を初めて開催した（東京）。第2回大会は2010年12月26日開催決定。
しかしこれらの団体が一つの機構を結成したことは非常に衝撃的なことである（特に経緯から、結成前から孤高を保ってきた芦原会館。極真会館は末端に至るまで芦原との付き合いを禁じられ、芦原会館も石井和義の裏切りなどによりどの流派とも付き合おうとしなかった。加えて、内部であっても試合をしない空手団体として知られてきた。先代芦原英幸は著書『空手に燃え空手に生きる』のなかで将来の大会を否定せずただ時期尚早として生前は行わなかった）。
そしてこの全日本空手審判機構が日本格闘競技連盟に加入したのである。その結果、緑・三瓶らの新極真会と同連盟において、間違いなく大同団結しているのである（緑・坂本はかつて城南廣重道場だが総裁没後異なる道を歩いた。また三瓶・安斎は福島県という同じテリトリーを取り合った）。まさしく当連盟によって空手の歴史が変わった。
当機構発足後も個々の流派内の都合によって破門・除名の応酬という不幸な分裂の歴史が止まったわけではない。それでも過去と比較すれば格段に風通しがよくなっている。

### 他の対立の止揚
以下のような、過去にもめごとを起こした団体は、いずれも今日ではドン・キホーテという同一企業をスポンサーを持ち、いずれも当連盟に集っている。
- 修斗対パンクラス - 2002年5月11日のパンクラス興行に修斗選手が参戦することを巡り、諍いが起こった。修斗では「パンクラスの大会に出場した選手は修斗ライセンス剥奪（交付していない場合は今後の交付不許可）」という決定をした。しかしいつの間にかその決定は無きものになっている。ワールドパンクラスクリエイトが崩壊し現会社に移行する前後に、修斗選手がパンクラスに普通に出場するようになり、2009年11月23日の修斗にパンクラス選手が大挙して出場。
- 修斗対SRC - 2008年末、SRCが企画した「戦極育成選手トライアウト」で、合格した育成選手への報償として「アマチュア修斗への出場をコーディネート」と発表したが、これは修斗側の了承を経ないものであった。両者が協議し、2009年2月ごろ和解し共同でビジネスを企画することとした。

また、本連盟設立後の大きなイベントは、2009年12月31日の格闘技興行であったが（Dynamite!! 〜勇気のチカラ2009〜は予定通り開催）、SRCとFEGが同日開催を取りやめてDynamite!!に一本化するまでのいきさつから青木 腕折り事件、その後の抗議文提出まで、むしろ傘下団体間の軋轢が高まった感がある。しかし連盟そのものには打撃を与えていない。
一方、以下のような出来事は、当連盟に各団体が集結していなければ起こりえなかった。
当連盟加盟団体の日本パンクラチオン協会所属の山田崇太郎は、2010年のパンクラチオン世界選手権で優勝し金メダルを獲得した。世界に誇る日本のトップ選手である。山田は日本格闘競技連盟傘下のSRC育成選手であり、SRCのほか、パンクラス・修斗などの団体に参戦経験がある（いずれも当連盟の加盟団体である。また、山田は、当連盟非加盟のDEEPにも参戦しDEEP Xリアルキングトーナメント ウェルター級王者）。山田は、上記の実績を引っ提げて、オリンピックの下部大会である第1回スポーツアコード・コンバット・ゲームズ（2010年8月～9月、中国・北京。スポーツアコード（のちのGAISF）主催。ワールドゲームズの格闘技版）に日本代表として参戦した。
五輪で二回連続（アテネと北京）の金メダリスト伊調馨が、2010年8月23日、SRCジムにてキッズレスリングの一日限定の特別コーチとして登場した。これはもちろんSRCが当連盟を経由して日本レスリング協会の傘下にあるからできたことである。
また柔道銀メダリストからSRCに参戦した泉浩は、レスリングに本格的に転向し、SRC参戦を続けながらオリンピックなども目指すこととなった。草創期はともかく、レスリングでは世界の強国となった日本で、柔道の強豪選手が一からレスリングに挑むということが起こるのは異例である。

### 合宿
日本格闘競技連盟では、味の素ナショナルトレーニングセンターで合同強化合宿を行っている。
- 第一回:2010年3月19日～21日
- 第二回:2010年12月3日～5日

## 参照
1. ↑  近藤, 幸夫. “「格闘技五輪」、初代王者狙う パンクラチオン・山田崇太郎”. asahi.com (朝日新聞)